# Mejitó
Megitó título de sacerdotes do Candomblé Jeje, são as vodunces da família de Dã, enquanto que os da família de Sobô, do sexo masculino, são chamados de Doté; e do sexo feminino, de Doné.